# Hofanlage Eckfleth 9
Die Hofanlage Eckfleth 9 in Elsfleth-Eckfleth stammt aus dem 19. Jahrhundert.

Aktuell (2023) wird sie als Wohnhaus, gewerblich und zur Hundezucht genutzt.
Die Gebäude stehen unter Denkmalschutz (siehe auch Liste der Baudenkmale in Elsfleth).

## Geschichte
Die Hofanlage auf einer Wurt und sehr tiefem und großem Grundstück besteht aus
- dem eingeschossigen giebelständigen Wohn- und Wirtschaftsgebäude aus der ersten Hälfte des 19. Jahrhunderts als Zweiständer-Hallenhaus in Fachwerk mit Steinausfachungen, Wirtschaftsgiebel um 1910 in Backstein erneuert, mit reetgedecktem Krüppelwalmdach und Niedersachsengiebeln sowie der Grooten Door mit Korbbogen,[2]
- der eingeschossigen giebelständigen Scheune aus der ersten Hälfte des 19. Jahrhunderts in Fachwerk und Ankerbalkenkonstruktion, mit Steinausfachungen sowie mit reetgedecktem Walmdach, Niedersachsengiebeln und Querdurchfahrt[3]
- sowie weiteren nicht denkmalgeschützten Nebenanlagen.

Auf dem Hof werden seit 1988 Hunde (Golden Retriever) gezüchtet.
Das Landesdenkmalamt befand: „… geschichtliche Bedeutung … als beispielhafte Hofanlage aus der 1. Hälfte des 19. Jhs.“